# Внутренняя кайма (геральдика)

Червлёная внутренняя кайма на серебряном поле

Внутренняя кайма, отвлечённая кайма (фр. Orle, нем. Inbord) — гербовая кайма, отступающая от края щита примерно на свою ширину и напоминающая металлические усиления средневекового щита.

## Описание
Геральдическая фигура, причисляемая к геральдическим фигурам 1-го порядка, но фактически таковой не являющаяся, поскольку она не касается краёв щита. Образуется путём деления надвое ширины каймы, при этом прилегающая к краям щита половина фигуры отпадает и становится периферией гербового поля, а оставшаяся половина как раз и образует внутреннюю кайму.
Ширина внутренней каймы, согласно правилам западноевропейской геральдики, составляет 1/14 ширины щита, а при дальнейшем её уменьшении становится возможным образование внутри каймы от одного до нескольких внутренних обрамлений — в таком случае говорят о внутренней двойной или тройной кайме. Но ширина полосы не должна превышать 1/12 от ширины щита; по ширине она должна быть равной оставшейся кайме.
Если ширина больше и поле щита сильно уменьшается, превращаясь в кайму щитка, то это называется ложным щитом; также называют и несколько раз повторяющуюся внутреннюю кайму, расположенную в порядке 2,1 или наложенную друг на друга или примыкающую друг к другу.
Внутренняя кайма может предстать любой из линий деления. При рассечении герба изображение внутренней каймы следует тому же правилу, что и обычная кайма, и не продолжается на присоединённой половине, но, как и везде, существует несколько исключений.

Герб Медичи. Пример расположения фигур внутренней каймой

Также повторяющиеся одинаковые негеральдические фигуры, такие как звёзды, безанты (круги, шары), лилии и прочие, могут размещаться по периферии поля щита внутренней каймой, а при описании подобной внутренней каймы может использоваться выражение «расположенные внутренней каймой». Например, описание герба Медичи — «В золотом поле пять красных шаров, расположенных внутренней каймой, в главе один синий, обременённый тремя золотыми лилиями» (D'or à six boules mises en orle, cinq de gueules, celle en chef d'azur chargée de trois fleurs de lys d'or). Возможен вариант описания как «внутренняя кайма из N фигур», где N — количество фигур.

## Термин
В континентальной и английской геральдической системе для обозначения повторяющейся через промежутки внутренней каймы (парной или тройной) используется термин «трезура» (фр. trescheur, trêcheur; англ. tressure или же orle gemel), что на русский язык часто переводят как «узкая внутренняя кайма». Простые трезуры весьма редки. Гораздо чаще встречается внутренняя кайма с эпитетом «проросшая лилиями» или «процветшая и противопроцветшая лилиями» (flory-counter-flory, fleury-counter-fleury), особенно в шотландской геральдике, где многие гербы проистекают из королевского герба, в котором данная внутренняя кайма напоминает о старом союзе с Францией (геральдическая лилия — самый известный французский символ). В результате этого парную узкую внутреннюю кайму, проросшую лилиями, часто называют «королевской внутренней каймой».
В русскоязычных переводах книги Стивена Фрайера и Джона Фергюсона «Геральдика. Гербы — Символы — Фигуры» предлагают, что «Орле» (orle) — название для фигуры, подобной внутренней кайме, но отстоящей от краёв щита на более значительное расстояние.
Также с внутренней каймой не стоит путать край сквозного сердцевого щитка (фр. ecusson; англ. inescutcheon; нем. herzschild, herzschildchen).
В германской геральдике помимо основного термина Inbord, Innenbord, для внутренней каймы используются также обозначения Einfassung, Innere Fassung, Kragen, Saum и Umzug.

## Галерея

В гербах
Герб Монбельяров из Монфокона — пример простой двойной внутренней каймы
Королевский герб Шотландии с парною внутреннею червлёною, снаружи и внутри переменно усаженною лилиями каймою
Рассечённая трезура на гербе Изабеллы Шотландской
Пример узкой внутренней каймы в четверочастном щите (Боуз-Лайон)
Герб Дерворгилы Галлоуэйской и её мужа Джона де Баллиола; Внутренняя кайма последнего димидиирована[англ.]
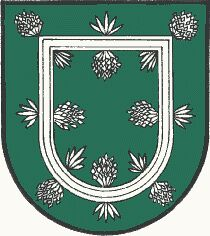
Герб Хартля с каймой, проросшей шишками и иголками.
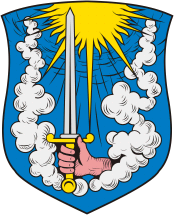
«серебряное облако, образующее разъединённую отвлечённую кайму» на гербе Гвардейска

Варианты расположения и блазонирования
В серебряном поле восемь красных шаров, расположенных внутренней каймой (род Сталь фон Гольштейн)
Червлёный сквозной сердцевой щиток на серебряном поле
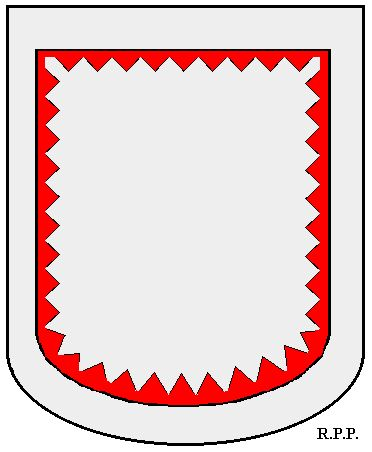
Внутренняя кайма, заострённая на внутреннем краю